# ونوسی
ونوسی (به انگلیسی: Vanavasi) یک زیستگاه انسانی در هند است که در Salem district واقع شده‌است.

## خصوصیات
ونوسی ۶٬۷۴۹ نفر جمعیت دارد.